# 東北大式キュムラス
東北大式キュムラス（とうほくだいしきキュムラス）は、東北大学学友会航空部にて設計・製造されたグライダー・上級滑空機（ソアラー）である。完成は1970年。登録番号はJA2101。

## 概要
全長7.93m、全幅16.0m、自重280kg、最小沈下率0.61、最良滑空比30.7と、1970年代当時の複座グライダーとしては一級の性能を備えていた。1970年7月12日の初飛行から47年に渡り運用され、総飛行回数は21457回、総飛行時間は1921時間56分であり、海外の大手グライダーメーカーのグライダーに肩を並べる耐久性も実証した。最終フライトの2017年5月28日時点で国内で運用される純国産ソアラーは他に無く、最後の純国産ソアラーとなった。
鋼管羽布張りの胴体に、木製羽布張りの主翼、尾翼で構成されている。主翼の羽布の塗装には、銀ドープが使用されており、耐候性を高めている。
胴体の鋼管には、薄肉のクロムモリブデン鋼（クロモリ鋼）が使われている。主翼は、スプルス材の集成材を用いた主桁と、フィンランド製のバーチ材のベニアが使われ、材質にも当時最高の物が使用された。

## 開発経緯
東北大式キュムラスは、量産化を前提に開発された。
- 1963年4月 設計開始。
- 1964年12月 運輸省（現国土交通省）航空局へ申請。
- 1965年2月 航空局設計審査合格。仙台で胴体部分の製作を開始。主翼は、神奈川の専業メーカーで製作開始。
- 1966年 前部胴体完成。神奈川のメーカーの倒産により製作途中の部材（主に主翼の桁関連）を買い取り、仙台に移送し製作を継続。
- 1967年 胴体完成。
- 1969年4月 主翼完成。
- 1970年7月12日 初飛行試験に成功。
- 1970年8月31日 登録証明書受領。

設計の確認に際しては、機体の空力特性（特に失速時の気流剥離の特性）の確認のため当時最新の風洞実験を行い、製作に関しては、国産機としては初めて二液硬化型接着剤（エアロダックス185）を木部の接着に用いた。この接着条件確認のため温度や接着面の面粗度違いでの接着強度試験を実施するなど、当時の国内グライダー製作にはない学術的な手法も活用していた。当初、設計は東北大学学友会航空部で、製造は全て専業メーカーで行う予定だったが、最終的に航空部で行うことになった。結果として、世界で1機しか製造されなかった。また設計・製造ともに大学航空部の自主製作による初の、そして最後のソアラーとなった。

## 開発の背景
航空会社による航空事業を除く民間航空はGHQにより1945年から1952年まで禁止された。これにより日本でのグライダーを含む小型航空機の設計・製造の技術は海外に大きく立ち遅れることになった。
東北大学学友会航空部（以下、航空部）は、1952年の民間航空解禁と同時に航空研究会として発足した。その設立の趣旨は、戦後途絶していた航空技術全般に関して、幅広く探求し活動していくことであった。グライダーでの活動はその一環であり、創部から10年が経ち、航空部にはグライダーの運用に必要な、ウインチやリトリブなどの設備、滑空場などの環境、気象や操縦法などの知識も整い、上昇気流を利用して高度を獲得し、自在に水平方向に航行する（＝ソアリング）も多くみられるようになって来た。獲得高度や滞空記録が伸びる中、さらに進んだクロスカントリー（野外滑翔）や銀C賞等の達成には、高い滑空比を持つ高性能ソアラーが必要になった。
こうした中、国産グライダーには性能的に満足できる物が無く、高性能機を求めるにはドイツなど外国製のグライダーを購入するしかなかったが非常に高価であった。高性能機の国産化を目指し、まず海外からの文献を研究活用して研究するプロジェクトとして「高性能ソアラー設計検討チーム」がスタートした。1963年にその研究結果を踏まえて、東北大式キュムラスの設計委員会がスタートした。設計の主導は、当時、航空部部長であった野田佳六（のちに東北大学工学部資源工学科教授）によって行われた。主任設計者、野田のもと、航空部員3名が「胴体・操縦系」「主翼」「尾翼」の設計委員に任命され、それぞれ責任者の印を渡された。各パートの責任者を学生とし、学生主体のプロジェクトとしての自覚を強く求める意図であった。
運輸省航空局の審査前の面談では実験機なのか実用機なのか問われ、実用機であると答えたため、グライダーだからというような温情はなく国際的に通用する強度、性能が要求された。出された課題の一例としては、主翼の捻り下げの効果を直線滑空中だけでなく、旋回中の効果に関しても考慮し設定値の妥当性を問われるなど、高度であった。設計委員のもと詳細計算を進め、合計A4で441頁の書類を運輸省航空局に提出し、設計審査に合格した。さらに製作に向けては、A4換算で約500枚の部品図が航空部員手分けして書かれた。

## 開発目標
当時、最新のBergfalke2（複座 最良滑空比28）、SkylarkⅢb（単座 最良滑空比36）、Eagle3（複座 最良滑空比31.5）、Breguet905（単座 最良滑空比32）などの性能比較を行い、下記基本仕様を決定した。
- 目標性能：（野外滑翔、銀C賞が狙えるもの）最良滑空比：30以上 最小沈下率：0.6m／s台
- 機体概要：複座 搭載重量180kg（：同乗教育を考慮） 層流翼 全幅16m 木製翼 鋼管骨格羽布張り胴体（：量産性を考慮）

## 設計
設計に於いて、大きな課題となったのは主翼の翼型と構造であった。翼型の選択は、グライダーの滑空性能を決定する上で最も重要なポイントである。当初GÖ549を使用して性能計算を行っていたが、目標性能を達成する見通しが立たなかった。当時最新の資料を入手し、層流翼NACA 633-618を採用することで最良滑空比30を超える見通しが立った。層流翼とすることで要求される加工精度は高く、上手く形状が出せない場合には却って性能悪化する懸念があったが、国産機としては初の採用に踏み切った。主翼の翼端部の翼型には、エルロン（補助翼）との相性を考慮してNACA 4415を採用している。構造に関しては主翼の構成を、中央部を一体とし左右に外翼が付く3ピースとするか、中央で分割される2ピースにするかが課題となった。この段階では、取り扱い性を重視して3ピース構造とした。これは一年後に熟考の末、現在主流となっている2ピース構造に設計変更されている。
グライダーで上昇気流中を旋回飛行し高度を獲得する際には、スピンを誘発させる翼端失速が禁物である。本機は学生パイロットの技量でも安全に滑空記章を狙える操縦特性を狙う必要があった。翼端失速を防ぐこれを防ぐ有効な手法として、主翼には捻り下げが採用された。「捻り下げ」は翼端側の迎え角を減少させ、旋回失速からのスピンに入りにくくする事が出来る。零式艦上戦闘機にも採用された技術であるが、本機での適用に際しては、翼根から3.6mまでがNACA 633-618で、そこから翼端に向けてNACA 4415に徐変する翼型に、さらに翼根から翼端に向けて、徐々に捻りを増して行く必要があり、木製翼としての製作上の難易度は非常に高度になった。捻り下げの角度は、設計時3.95°としたが、実機は、4.5°に修正された。

## 設計審査
設計審査は、運輸省航空局の高橋正夫審査官によって行われた。審査に先立って行われた面談で下記項目をアドバイスされた。
1. 捻り下げについて：翼の失速は水平飛行について考慮されるのはもちろんだが、旋回飛行についても 捻り下げ（3.95°）を理由づけること。治具の精度は、どの程度まで上げられるか。
2. 審査要領等の解釈は、ただ単なる法的解釈だけでなく、航空機の起こりうる諸現象を考慮して、最もsevereな状態で強度計算をして欲しい。
3. H-24 (CUMULUS)は実用機（練習機）とするか、学問的な種々の要求を満たした理論機とするのか。→実用機とする。
4. OP（オペレーションリサーチ）： 経済的に採算の成り立つ（量産）min.機数を初期に決めて欲しい。その機数によって検査官の態度も違ってくる。純粋にengineeringの立場に立ち、グライダーだからという温情主義はさけ、国際的にも通用する強度、性能を要求していく。
5. 強度計算は細部に注意。各種金具の面圧、剪断力、mass balanceの取付法、縛帯金具等。
6. 飛行機のデータを参考にして、空力計算をもう一度チェックしてほしい。飛行機のものでいいのは次のようなものである。AgardのFlight Test Manual,MIL 0-8785,NACA-TR。
7. 主翼翼型633-618の製作技術 ― 境界層の遷移点はすぐ前にきてしまう。表面の粗さ、面精度。
8. 試験方法の計画書をレポートにして出すこと。材料試験、強度計算。
9. 申請書： 初期に出す図面は最終的なものでなくてよい。Outlineを示す。仕様書、三図面。 細部図面は後で可。
10. 計算書の書き方：出典を明示して欲しい。Symbol明示してほしい。
11. V tailのmass balanceをつけなくてもよい理由をつける。
12. Flutterの諸現象をFAの規程で確認。
13. ソリ、胴体の着陸装置、車輪の強度、タイヤ圧、主翼のmarginはできるだけとっておく。
14. 風洞実験と計算値のつじつまは。 → レイノルズ数
15. 操縦系統の剛性はBergfalke。飛行機を参考に極力上げておく。H-22も-23も皆不足している。
16. 材料の品質管理： Cr-Mo（クロームモリブデン）鋼の難点 － 溶接
17. Skylarkの取付金具を参考のこと。
18. 風防強度計算は、チェック程度でよい。
19. 曲技飛行の要求は厳しくする。High performanceそして強い強度、その両方をかねそなえたものにするには、それ相当の準備をとることを要求する。

上記、1964年4月6日に出された課題には、耐空性審査要領には無い項目も含まれている。
1964年12月に下記設計書を以って回答している。
1. 空力計算・風洞試験 98頁
2. 荷重計算 23頁
3. 主翼強度計算	156頁
4. 尾翼強度計算	88頁
5. 胴体強度計算	66頁
6. 接着剤試験 10頁

上記、計441頁。続けて、翌1965年2月に下記設計書を提出し、2月10日に審査に合格した。
- 機体各部位（主翼、胴体、水平尾翼、エルロン、方向舵、昇降舵、タブ関係等）
- 治具図面（主桁製作治具、主翼組立治具）

1960年代当時、計算は、計算尺と手回し式のタイガー計算機で行われた。計算には時間が掛かり、当時グライダーでは、曖昧にされていた項目もあったが、全ての項目に計算で答えを出した。高橋審査官はレベルの高さに感心したという。

## 製作
製作は当初、専業メーカーが行う予定であったが、業績不振から思うように行かなくなっていた。主翼の桁の治具も一度発送した物を取り戻し、仙台で部員による製作が始まった。胴体の製作に関しても部員が行ったが、高度な技能が必要な溶接に関しては、仙台にあった白瀬工業所の白瀬俊雄社長に依頼した。航空部所有のグライダーの修理を依頼してからの関係で、薄肉クロモリ鋼管という難易度の高い溶接が出来る高度な技能者であったが、キュムラスの製作に先立ち航空機溶融溶接技術検定受け資格を取得していた。前述の通り主翼等の製作も仙台で行われることになった。製作は片平の航空部の部室などで行われた。こちらに関しては製作する予定であった専業メーカーから技術者を仙台に呼び寄せ指導を仰いだ。